# Triumf śmierci

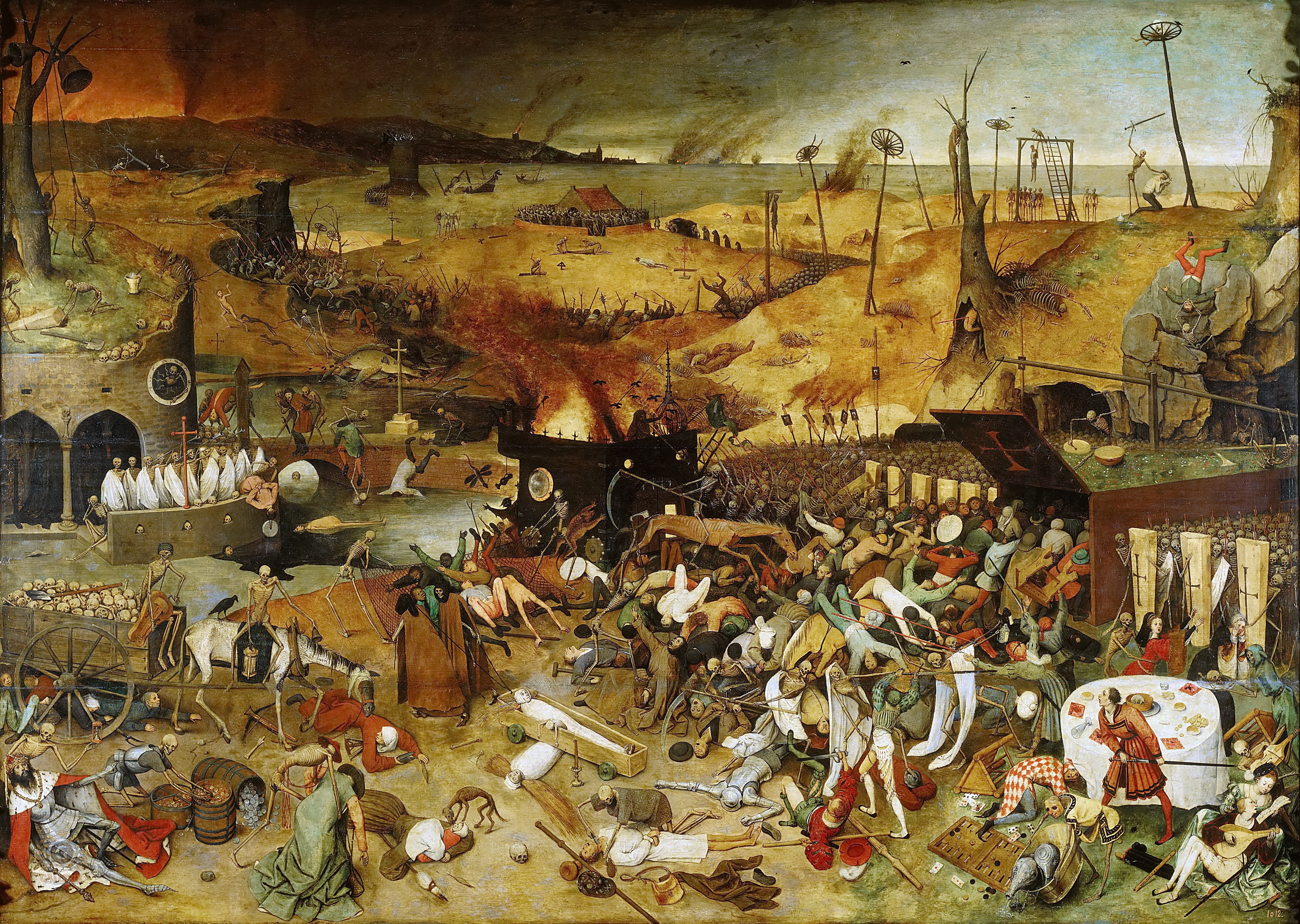
Triumf śmierci, Pieter Bruegel (starszy)

Triumf śmierci – motyw w malarstwie przedstawiający śmierć triumfującą. W średniowieczu śmierć jest personifikowana jako trup albo szkielet, często z kosą, na koniu, wozie ciągniętym przez czarne woły, często w czasie akcji zabijania. Geneza motywu jest związana z Legendą o trzech żywych i trzech umarłych. Malowidła takie często występowały w budowlach związanych z cmentarzami (np. Campo santo w Pizie z obrazem Francesco Trainiego).
W renesansie w wielu przedstawieniach triumfu śmierci mniej jest makabry, śmierć (jak na obrazie Triumf śmierci Lorenzo Costy) jedynie ostrzega przed swoim nadejściem. Często w triumfie śmierci przedstawiane są Mojry lub przynajmniej najstarsza, Atropos.